# MARUI 24CLUB
MARUI 24CLUBとは、1986年よりFM横浜にて毎週平日24時～24時55分に放送していた、ダンスミュージック中心のラジオ音楽番組。丸井の一社提供。

## 概要
当時、流行っていたディスコの店内で流れるユーロビート中心の、ダンスミュージックのレコードの曲を繋ぎ加工する、『マスターミックス』を番組に持ち込んだ先駆けの番組である。
後になってから、マスターミックスものは、CDで発売されたり、他の番組でも流れ始め、珍しくなくなってしまったが放送当初はまだ珍しく、ディスコに行かずその雰囲気を味わえる希少な存在であった。

## 番組DJ
- キャプテン・ジョージ

## 提供スポンサー
- 丸井